# Boulevard Victor-Hugo (Saint-Ouen-sur-Seine)
Pour les articles homonymes, voir Boulevard Victor-Hugo.
Le boulevard Victor-Hugo est une voie publique de Saint-Ouen-sur-Seine, dans le département de la Seine-Saint-Denis.

## Situation et accès
D'orientation nord-est / sud-ouest, ce boulevard est un des axes principaux de Saint-Ouen. Il commence place de la République où se trouve la mairie de Saint-Ouen et  se termine à la limite communale avec Clichy, où il est prolongé par le boulevard du même nom. Il est parcouru en souterrain par la ligne 14 du métro, et desservi par les stations Saint-Ouen et Mairie de Saint-Ouen.
Le boulevard Victor Hugo tangente la ZAC des Docks de Saint-Ouen, et notamment un bâtiment du Conseil régional d'Île-de-France. Les abords de cette artère ont considérablement évolué à partir du milieu des années 2010 dans le cadre de cette ZAC et du prolongement de la ligne 14 du métro.

## Origine du nom
Son nom actuel est en référence à Victor Hugo (1802 - 1885).

## Historique
Le boulevard Victor-Hugo fait partie d'un chemin historique, la route de la Révolte, aménagée en 1750 pour relier Saint-Denis à Versailles, sans passer par Paris.
Le 30 janvier 1918, durant la première Guerre mondiale, trois bombes lancées d'un avion allemand explosent aux nos 142, 144 et 173 boulevard Victor-Hugo.

## Bâtiments remarquables et lieux de mémoire
- No  97-103 : Ancienne distillerie Ricqlès.
- No  108 : Ancienne gare du Boulevard Victor-Hugo et pont de la ligne de La Plaine à Ermont - Eaubonne. Le boulevard est surbaissé par un passage inférieur, qu'évitent la rue Arago et la rue de Clichy.
- No  125-127 : École Victor Hugo, construite en 1914[2].
- No 145 : Siège de GFI Informatique.
- No  164 : Gare de Saint-Ouen.

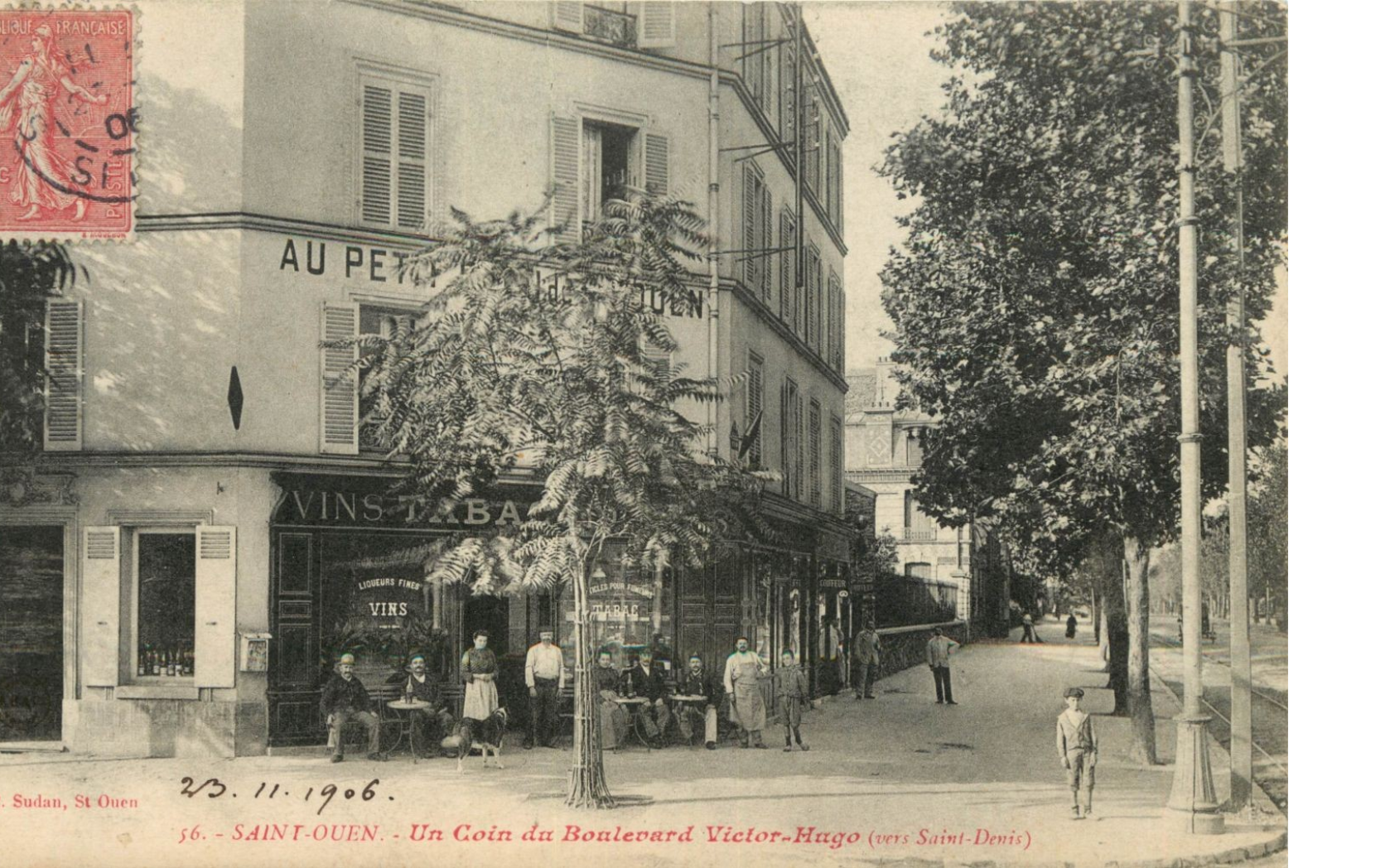
Un coin du boulevard.
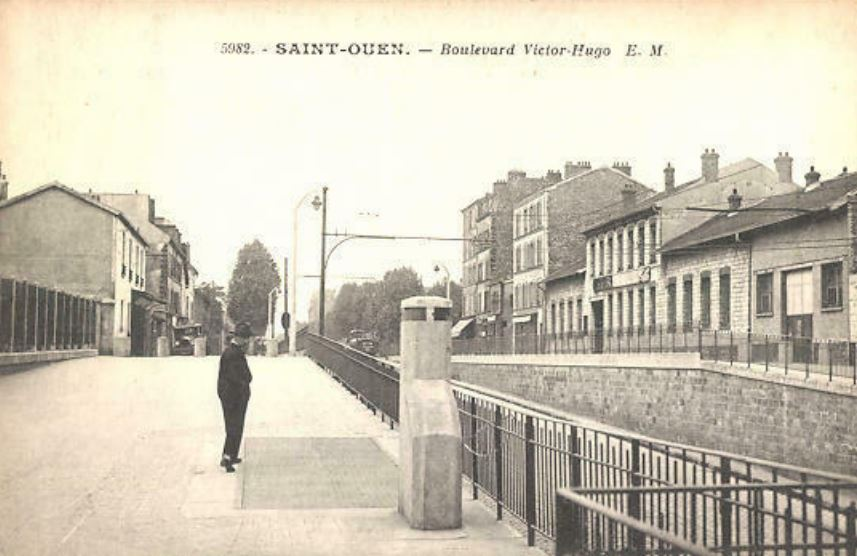
Pont ferroviaire passant au-dessus de la voie.
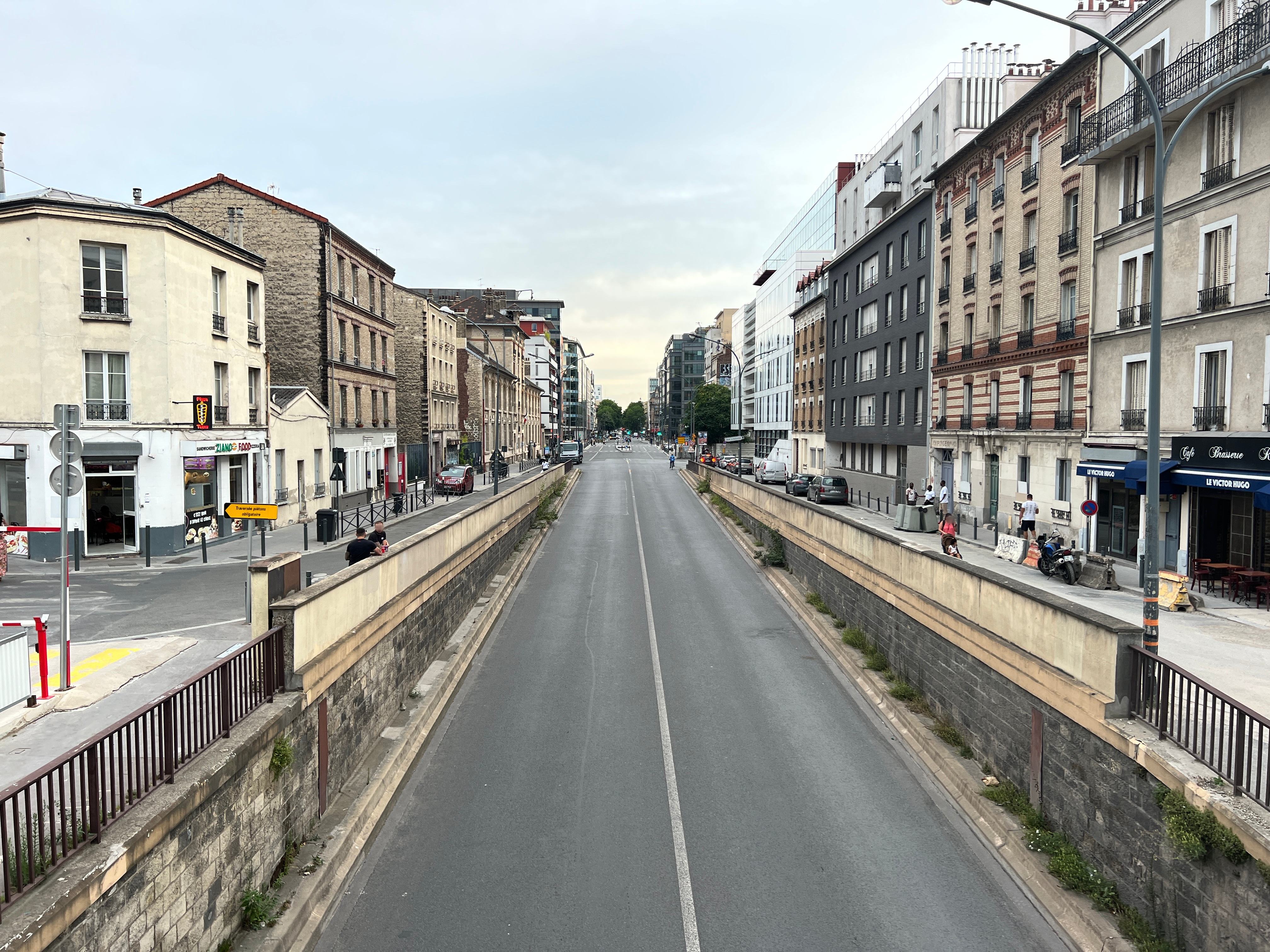
Le boulevard vu depuis le pont ferroviaire.